# Théorie des nœuds
Pour les articles homonymes, voir nœud.

Représentation d’un nœud torique de type (3, 8).

La théorie des nœuds est une branche de la topologie qui consiste en l'étude mathématique de courbes présentant des liaisons avec elles-mêmes, un « bout de ficelle » idéalisé en lacets. Elle est donc très proche de la théorie des tresses qui comporte plusieurs chemins ou « bouts de ficelle ».

## Histoire

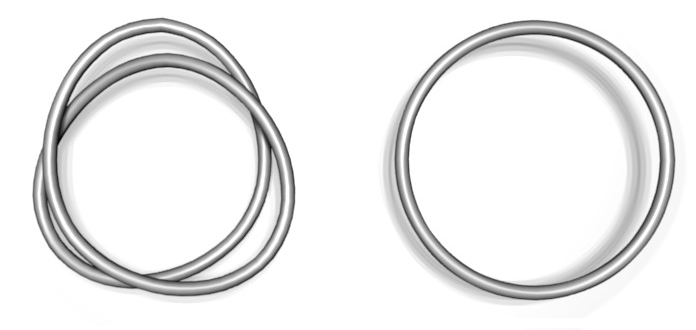
Nœuds triviaux

La théorie des nœuds a commencé vers 1860
, 
et peut-être[évasif]  avec des travaux de Carl Friedrich Gauss liés à l'électromagnétisme.
Les nœuds furent étudiés par Gauss qui introduisit une formule intégrale[Quoi ?] calculant le « nombre de liaison »[évasif] entre deux nœuds. Son étudiant Johann Benedict Listing poursuivit leur étude. La première étude poussée advint plus tard, lorsque William Thomson (Lord Kelvin) proposa une théorie des atomes-vortex (les atomes en tant que tourbillons dans l'ether).
En 1867, après avoir pris connaissance des expériences du physicien écossais Peter Guthrie Tait sur les anneaux de  fumée, Thomson eut l'idée que les atomes pouvaient être des nœuds formés dans l'éther. Les éléments chimiques correspondraient alors aux nœuds et aux entrelacs. Les expériences de Tait étaient inspirées par un article de Helmholtz sur les anneaux-vortex dans les fluides incompressibles. Thomson et Tait pensaient qu'une compréhension et une classification des nœuds expliquerait pourquoi les atomes absorbent et émettent de la lumière seulement pour certaines longueurs d'onde. Ainsi, Thomson pensait que le sodium pouvait correspondre à l'entrelacs de Hopf, à cause de ses deux lignes spectrales.
Tait entreprit alors de compiler une table des nœuds, dans l'espoir d'obtenir ainsi une table des éléments chimiques. Il formula alors les conjectures de Tait sur les nœuds alternés, qui ne furent démontrées que dans les années 1990. Les tables de Tait furent par la suite améliorées par C. N. Little et T. P. Kirkman.
James Clerk Maxwell, collègue et ami de Thomson et Tait, s'est aussi beaucoup intéressé aux nœuds. Maxwell a étudié le travail de Listing sur le sujet. Il a réinterprété l'intégrale de liaison[Quoi ?] de Gauss en termes de sa propre théorie de l'électromagnétisme. Dans cette formulation, l'intégrale représente le travail accompli par une particule se déplaçant le long d'une composante[Quoi ?] sous l'influence du champ magnétique créé par un courant parcourant l'autre composante. Maxwell a aussi poursuivi l'étude des anneaux de fumée en considérant le cas de trois anneaux en interaction[Quoi ?].
Quand l'expérience de Michelson-Morley a mis en doute l'existence de l'« éther », la théorie des atomes-vortex est tombée en désuétude. La physique moderne explique le spectre discret d'absorption et d'émission des atomes par leurs niveaux d'énergie quantifiés.
Aujourd'hui, la théorie des nœuds est étudiée principalement pour ses liens avec la topologie et les systèmes dynamiques et possède de nombreuses applications en mathématiques et en physique théorique, voire en biologie.

## Cadre mathématique

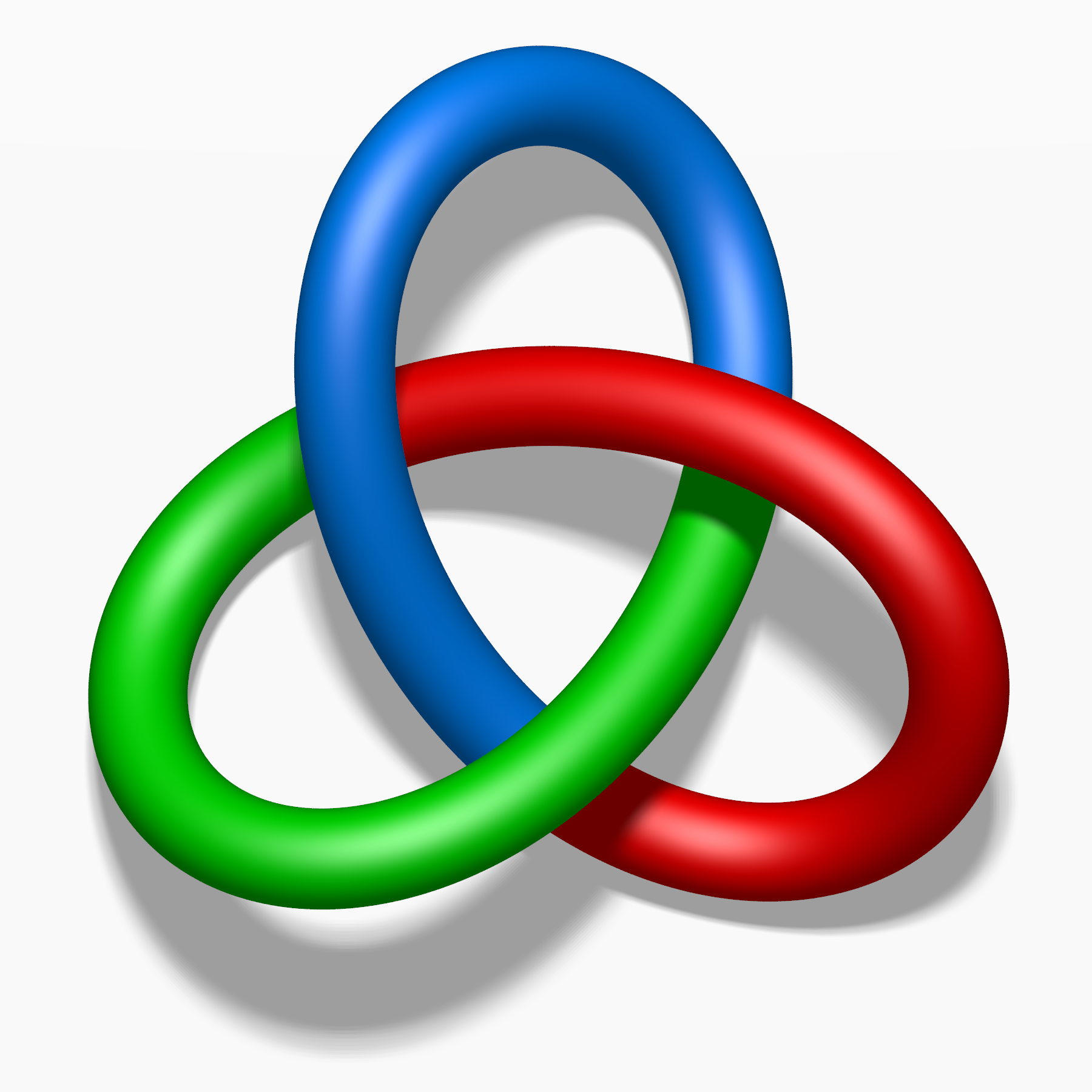
La tricolorabilité, propriété des nœuds.

Intuitivement, un nœud est une ligne continue dans l'espace qui revient à son point de départ. Ce faisant, elle peut se croiser elle-même en passant au-dessus et en dessous d’elle-même, ainsi que dans les boucles qu'elle a formées.
Plus formellement, on considère les plongements du cercle {\displaystyle \mathbb {S} ^{1}}(sphère topologique algébrique de dimension 1) dans l'espace euclidien {\displaystyle \mathbb {R} ^{3}} de dimension 3. Un nœud est un tel plongement considéré à déformation (ou isotopie) près. Il s'agit donc plutôt ici de ficelles sans bouts (une erse au sens des boscos) que de nœuds au sens habituel.
Le problème principal est de déterminer si deux plongements différents sont en fait le même nœud. Pour cela, il convient de construire des invariants des nœuds, qui sont des fonctions sur l'ensemble des plongements qui ne dépendent que du nœud. Une fois défini un invariant, il faudra encore chercher à savoir dans quelle mesure il prend des valeurs différentes sur des nœuds différents.
Parmi les principaux invariants des nœuds, citons le polynôme de Jones, le polynôme d'Alexander, le polynôme HOMFLY (en), le groupe fondamental du complément d'un nœud, les invariants de type fini (en) de Vassiliev et l'intégrale de Kontsevich (en).
Parmi les derniers invariants introduits, il y a notamment des groupes d'homologie de Khovanov (en).